# Ole Madsen
Ole Eduard Fischer Madsen (Koppenhága, 1934. december 21. – 2006. március 26.) dán válogatott labdarúgó.

## Fordítás
- Ez a szócikk részben vagy egészben  az   Ole Madsen című angol Wikipédia-szócikk fordításán alapul.  Az eredeti cikk szerkesztőit annak laptörténete sorolja fel. Ez a jelzés csupán a megfogalmazás eredetét és a szerzői jogokat jelzi, nem szolgál a cikkben szereplő információk forrásmegjelöléseként.